# Power over Ethernet

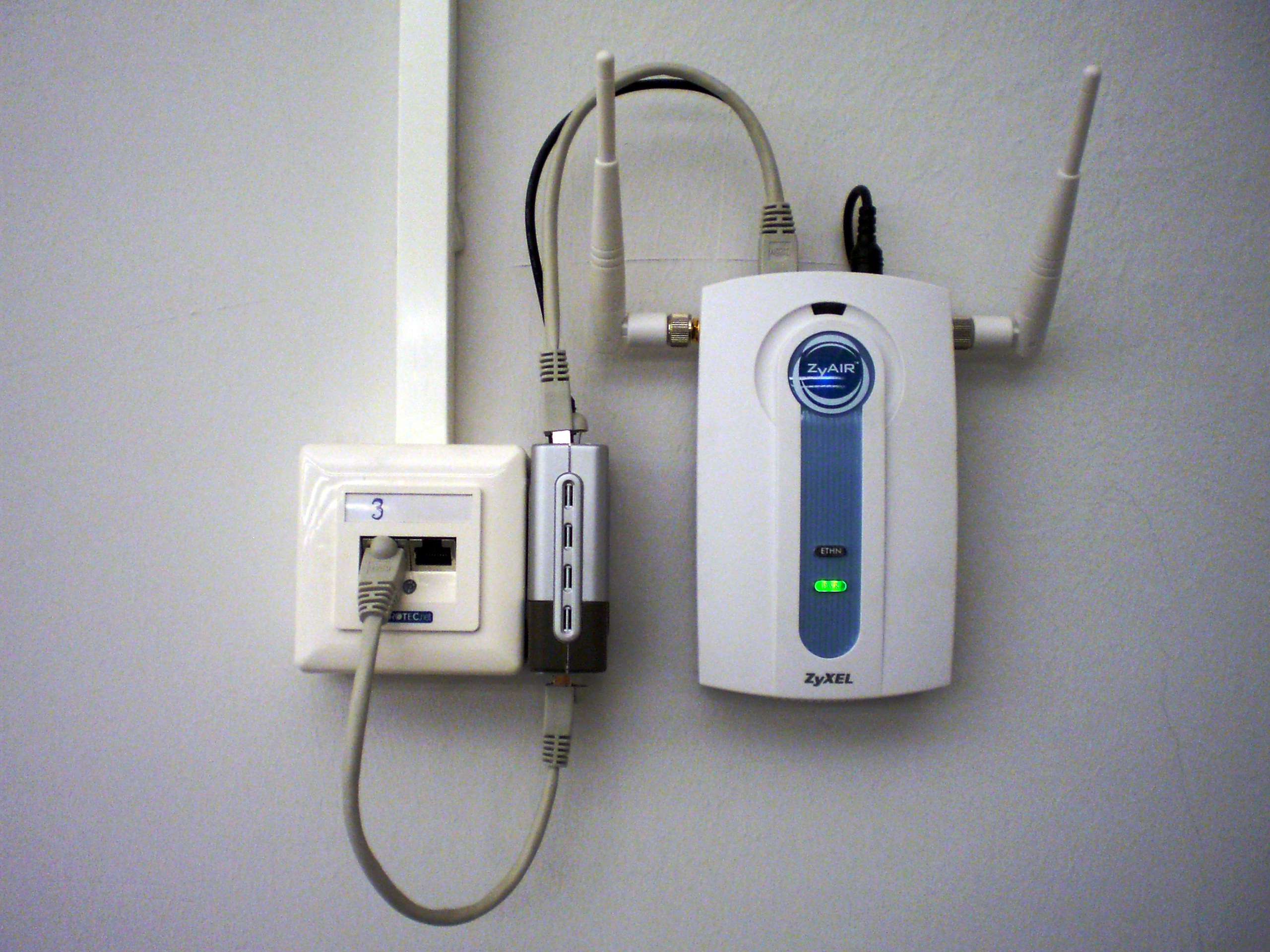
Una red de área local inalámbrica creada mediante un punto de acceso alimentado por PoE.

La alimentación a través de Ethernet (Power over Ethernet, PoE) es una tecnología que incorpora alimentación eléctrica a una infraestructura LAN estándar. Permite que la alimentación eléctrica se suministre a un dispositivo de red (switch, punto de acceso, router, teléfono o cámara IP, etc) usando el mismo cable que se utiliza para la conexión de red. Elimina la necesidad de utilizar tomas de corriente en las ubicaciones del dispositivo alimentado y permite una aplicación más sencilla de los sistemas de alimentación ininterrumpida (SAI) para garantizar un funcionamiento las 24 horas del día, 7 días a la semana.
Power over Ethernet fue regulado desde 2003 en una norma denominada IEEE 802.3af, y está diseñado de manera que no haga disminuir el rendimiento de comunicación de los datos en la red o reducir el alcance de la red. La corriente suministrada a través de la infraestructura LAN se activa de forma automática cuando se identifica un terminal compatible y se bloquea ante dispositivos preexistentes que no sean compatibles. Esta característica permite a los usuarios mezclar en la red con total libertad y seguridad dispositivos preexistentes con dispositivos compatibles con PoE.
Actualmente existen en el mercado varios dispositivos de red como switches o hubs que soportan esta tecnología. Para implementar PoE en una red que no se dispone de dispositivos que la soporten directamente se usa una unidad base (con conectores RJ45 de entrada y de salida) con un adaptador de alimentación para recoger la electricidad y una unidad terminal (también con conectores RJ45) con un cable de alimentación para que el dispositivo final obtenga la energía necesaria para su funcionamiento.

## Ventajas
- PoE es una fuente de alimentación inteligente: Los dispositivos se pueden apagar o reiniciar desde un lugar remoto usando los protocolos existentes, como el Protocolo simple de administración de redes (SNMP, Simple Network Management Protocol).
- PoE simplifica y abarata la creación de un suministro eléctrico altamente robusto para los sistemas: la centralización de la alimentación a través de concentradores (hubs) PoE significa que los sistemas basados en PoE se pueden enchufar al Sistema de alimentación ininterrumpida (SAI) central, que ya se emplea en la mayor parte de las redes informáticas formadas por más de uno o dos PC, y en caso de corte de electricidad, podrá seguir funcionando sin problemas.
- Los dispositivos se instalan fácilmente allí donde pueda colocarse un cable LAN, y no existen las limitaciones debidas a la proximidad de una base de alimentación (dependiendo la longitud del cable se deberá utilizar una fuente de alimentación de mayor voltaje debido a la caída del mismo, a mayor longitud mayor caída del voltaje.

- Un único cable para conectar el dispositivo a la red y suministrarle alimentación, lo que simplifica la instalación y ahorra espacio.

- La instalación no supone gasto de tiempo ni de dinero ya que no es necesario realizar un nuevo cableado.

- PoE es una fuente de alimentación inteligente, solo va a enviar el voltaje necesario para un dispositivo, por eso no hay riesgos a sus cámaras de vigilancia o puntos de acceso.
- No se debe exceder una distancia mayor a 100 metros desde el interruptor de comunicación por puerto PoE hasta la cámara IP (Potencia menor a 15.4W)

Fuente: 

## Desventajas
- Ausencia de estándares tecnológicos para la interoperabilidad de equipos.
- Dificulta enormemente cortar o destrozar el cableado, ya que generalmente el cableado se encuentra unido a bandejas en los huecos del techo o detrás de conductos de plástico de muy difícil acceso (esto en realidad, sería una ventaja para quienes desean evitar que vándalos atenten contra la seguridad de los equipos).
- Alimentación insuficiente, dispositivo accionado no puede arrancar: 802.3af PoE estándar máxima potencia de salida está por debajo de 15.4W, esto es suficiente para proporcionar fuente de alimentación para la mayoría de cámaras IP. Sin embargo, esta potencia no es suficiente para los dispositivos de consumo de alta potencia como cámara de red PTZ.
- Riesgo centralizado: Generalmente, un PoE switch conecta con múltiples cámaras IP, si el conmutador de Red PoE encuentra problemas, todas las cámaras IP dejarán de funcionar.
- Alto costo de equipo y mantenimiento: En comparación con otros métodos de abastecimiento de la energía, tecnología PoE aumenta la carga de trabajo de mantenimiento, al considerar la seguridad y la estabilidad, fuente de alimentación separada es el mejor.

## Características generales (Norma IEEE 802.3af)
PoE se rige bajo las normas del estándar IEEE 802.3af. Dicho estándar se encarga de definir todo lo necesario para poder usar esta tecnología, esto es, los voltajes y las corrientes necesarias para su uso, el tipo de conexión que se debe realizar, los cables que se deben usar, etc.
La figura muestra las fases que debe realizar un PoE para poder alimentar usando un cable. Estas fases son 4, y cada una se corresponde con un bloque:
- Primer bloque: “Polarity Protection” o “Auto-polarity Circuit”. Como indica la norma, la tensión introducida puede venir de dos formas: una de las formas consiste en usar los par de datos del cable de Ethernet como fuente de alimentación. Dicha forma permite transmitir datos y alimentar a la vez por los mismos pares. La segunda forma usa otros pares alternativos para enviar la tensión. La ventaja de la primera forma es que usa solo dos pares, en vez de 4, que son los necesarios para implementar la segunda forma (El cable Ethernet tiene 4 pares en su interior).

| Fase             | Acción                                                                                   | Voltios especificados por 802.3af | Voltios usados por el chipset (LM5071) |
| ---------------- | ---------------------------------------------------------------------------------------- | --------------------------------- | -------------------------------------- |
| Detección        | Comprueba si el dispositivo conectado tiene una resistencia comprendida entre 15 – 33 KΩ | 2.7-10.0                          | 1.8–10.0                               |
| Clasificación    | Comprueba a qué clase pertenece el dispositivo (ver tabla siguiente)                     | 14.5-20.5                         | 12.5–25.0                              |
| Inicio           | Empieza a alimentar al dispositivo                                                       | >42                               | >38 (LM5072)                           |
| Operación Normal | Alimenta al dispositivo                                                                  | 36-57                             | 25.0–60.0                              |

| Clase | Modo de uso | Niveles máximos para alimentar el dispositivo [Vatios] |
| ----- | ----------- | ------------------------------------------------------ |
| 0     | Default     | 0.44 a 12.94                                           |
| 1     | Optional    | 0.44 a 3.84                                            |
| 2     | Optional    | 3.84 a 6.49                                            |
| 3     | Optional    | 6.49 a 12.95                                           |
| 4     | Reserved    | (PSEs classify as Class 0)                             |

- Tercer bloque: “Control Stage”. Es importante que el convertidor Dc/Dc no funcione mientras el dispositivo está realizando la fase de clasificación del bloque dos. El controlador deberá estar encendido cuando V = 35 V

- Cuarto bloque: “Convertidor DC/DC”. Generalmente la tensión nominal usada es de 48 V y no suele ser práctica en muchas aplicaciones, donde se requiere un voltaje menor (3.3 V, 5 V o 12 V). Una manera muy efectiva de lograr este objetivo es usar un convertidor Buck DC/DC. Este convertidor es capaz de trabajar en un amplio rango de tensiones (36 V a 57 V), en condiciones de mínima y máxima carga.

Después de explicar esto, tenemos que hablar brevemente de cuál es la máxima potencia que puede entregar. Aunque ya se mencionó algo en la fase 2, creemos que es muy recomendable explicar esto. La máxima potencia que puede dar la fuente de alimentación es de 15.4 W (320 mA @ 48V o 350 mA @ 44 V) [La norma no deja muy clara estas últimas medidas]. Si contamos las pérdidas, entonces la potencia máxima será de 12.95 W (350 mA @ 37 V). En muchos casos esta cifra también se queda algo corta, pues, supone que el convertidor DC/DC tiene eficiencia máxima. Al final, la potencia será un valor comprendido entre 12.95 – 10.36 W (el último valor será el peor caso posible).

## Inyector PoE pasivo

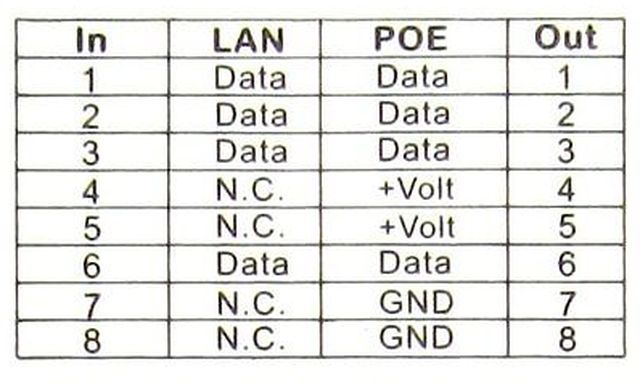
Pin-out de un inyector PoE pasivo.

Debido a que el estándar Ethernet necesita sólo 2 de los 4 pares en cables del tipo CAT-5,6 o 7, hay 2 pares que no se utilizan. El estándar PoE utiliza los mismos pines para datos y alimentación (1/2, 3/6). El inyector PoE pasivo (low cost passive PoE injector) utiliza el par 4/5 para la alimentación y el 7/8 para masa sin ninguno de los complejos protocolos explicados anteriormente. 
El instalador "debe ser consciente de las limitaciones inherentes al inyector PoE pasivo", éste incluye simplemente dos conectores RJ45 más un conector DC. Con un inyector PoE pasivo se pueden alimentar todos los dispositivos 802.3af, pero no todos los dispositivos 802.3at funcionarán correctamente.
Otra cosa importante es la distancia máxima de una línea POE puede ser multiplicado con el uso de extensores de POE. Esos extensores pueden ser colocados hasta cuatro veces a alimentar dispositivos a una distancia de 400 metros. 

## Pines
| Pines en el switch | Color T568A    | Color T568B    | 10/100 modo B, DC separado | 10/100 modo B, DC separado | 10/100 modo A, DC & data mezclados | 10/100 modo A, DC & data mezclados | 1000 (1 gigabit) modo B, DC & bi-data | 1000 (1 gigabit) modo B, DC & bi-data | 1000 (1 gigabit) modo A, DC & bi-data | 1000 (1 gigabit) modo A, DC & bi-data |
| ------------------ | -------------- | -------------- | -------------------------- | -------------------------- | ---------------------------------- | ---------------------------------- | ------------------------------------- | ------------------------------------- | ------------------------------------- | ------------------------------------- |
| Pin 1              | Blanco Verde   | Blanco Naranja | Rx +                       |                            | Rx +                               | DC +                               | TxRx A +                              |                                       | TxRx A +                              | DC +                                  |
| Pin 2              | Verde          | Naranja        | Rx −                       |                            | Rx −                               | DC +                               | TxRx A −                              |                                       | TxRx A −                              | DC +                                  |
| Pin 3              | Blanco Naranja | Blanco Verde   | Tx +                       |                            | Tx +                               | DC −                               | TxRx B +                              |                                       | TxRx B +                              | DC −                                  |
| Pin 4              | Azul           | Azul           |                            | DC +                       |                                    |                                    | TxRx C +                              | DC +                                  | TxRx C +                              |                                       |
| Pin 5              | Blanco Azul    | Blanco Azul    |                            | DC +                       |                                    |                                    | TxRx C −                              | DC +                                  | TxRx C −                              |                                       |
| Pin 6              | Naranja        | Verde          | Tx −                       |                            | Tx −                               | DC −                               | TxRx B −                              |                                       | TxRx B −                              | DC −                                  |
| Pin 7              | Blanco Marrón  | Blanco Marrón  |                            | DC −                       |                                    |                                    | TxRx D +                              | DC −                                  | TxRx D +                              |                                       |
| Pin 8              | Marrón         | Marrón         |                            | DC −                       |                                    |                                    | TxRx D −                              | DC −                                  | TxRx D −                              |                                       |